# Camiling
Camiling (Bayan ng Camiling) är en kommun i Filippinerna. Kommunen ligger på ön Luzon, och tillhör provinsen Tarlac. Folkmängden uppgår till 71 598 invånare.

## Barangayer
Camiling är indelat i 61 barangayer.
| - Anoling 1st - Anoling 2nd - Anoling 3rd - Bacabac - Bacsay - Bancay 1st - Bancay 2nd - Bilad - Birbira - Bobon 1st - Bobon 2nd - Bobon Caarosipan - Cabanabaan - Cacamilingan Norte - Cacamilingan Sur - Caniag | - Carael - Cayaoan - Cayasan - Florida - Lasong - Libueg - Malacampa - Manakem - Manupeg - Marawi - Matubog - Nagrambacan - Nagserialan - Palimbo Proper - Palimbo-Caarosipan | - Pao 1st - Pao 2nd - Pao 3rd - Papaac - Pindangan 1st - Pindangan 2nd - Poblacion A - Poblacion B - Poblacion C - Poblacion D - Poblacion E - Poblacion F - Poblacion G - Poblacion H - Poblacion I | - Poblacion J - Santa Maria - Sawat - Sinilian 1st(with sitio cabaluangan and nangalisan) - Sinilian 2nd(with sitio baricir) - Sinilian 3rd - Sinilian Cacalibosuan - Sinulatan 1st - Sinulatan 2nd - Surgui 1st - Surgui 2nd - Surgui 3rd - Tambugan - Telbang - Tuec |